# 方面隊電子交換システム
方面隊電子交換システム（ほうめんたいでんしこうかんシステム、英語: Army Electric Switch System, AESS）は、陸上自衛隊の通信システムの一つ。2001年（平成13年）度から方面隊の通信科部隊（方面通信群）に配備されている。

## 概要
指揮・統制・情報等の伝達のための野外通信組織を構成するデジタル通信システムである。交換装置・伝送装置など複数の器材からなる。師団通信システム（DICS）に準ずるが、方面隊での運用を前提に開発されたため、移動間における通信機能は有していない。
なお2012年（平成24年）度より、DICSとAESSの後継として野外通信システムの調達が開始されている。

## システム構成品
- 交換装置系
  - 電子交換装置JMTC-T610
  - 電子交換装置JMTC-T300
  - 電子交換装置JMTC-T121-B
  - 電子交換装置JMTC-T120-B
  - 電子交換装置JMTC-T111-B
  - 電子交換装置JMTC-T110-B
  - 電子交換装置JMTC-T30-B
  - 手動交換機JSB-T4
  - 多重化装置JUCC-C4
- 伝送装置系
  - 幹線無線搬送端局装置JMRC-C50-B
  - 幹線無線搬送中継装置JMRC-R50-B
  - 局地無線搬送端局装置JMRC-C60-B
  - 局地無線搬送端局装置JMRC-R60-B
  - 光伝送装置JGVC-V1
  - 光伝送器JGVC-V2,V3
- 端末装置系
  - 自動電話機JTA-T10
  - 野外電話機JTA-T11
  - 模写伝送装置JFX-X4
  - 符号変換装置JPS-T3
- 連接装置系
  - 回線連接装置JGCC-DN1
  - 基地音声連接装置JGCC-T1
  - 基地データ連接器JMX-T16
  - 多重連接器JMX-T12またはJMX-W4
  - チャネル連接器JMX-T13またはJMX-W5
- その他
  - 通信統制装置JTSQ-Y2
  - 整備支援装置JTEM-Q7-B